# Szent Márton-templom (Split)
A Szent Márton-templom (Crkva Sv. Martina) Split legrégebbi és legkisebb temploma.
A templom Diocletianus római császár palotájának vastag kőfalában épült, egy keskeny folyosóban az 5-6. században. Elhelyezése azt sugallja, hogy a hívők titokban látogatták, annak ellenére, hogy építésének idején a kereszténység már megvetette lábát a térségben. A templom mindössze 1,6 méter széles és 10 méter hosszú. Legrégibb eleme a római stílusú szentélyrekesztő a 11. századból, többi része átalakításokon esett át a történelem során. A 14. században egy dominikánus rendház épült a templom mellé, és az imahelyet most is a rendhez tartozó szerzetesek felügyelik.